# Zbigniew Rapciak
Zbigniew Rapciak (ur. 15 maja 1956 w Krakowie) – polski ekonomista, w latach 2008–2009 podsekretarz stanu w Ministerstwie Infrastruktury.

## Życiorys
Ukończył ekonomię na Akademii Ekonomicznej w Krakowie oraz studium podyplomowe z zakresu zarządzania i finansowanie infrastruktury drogowej w Szkole Głównej Handlowej w Warszawie.
Od 1980 związany z administracją publiczną w zakresie drogownictwa. Był kolejno zastępcą kierownika Obwodu Rejonu Dróg Publicznych w Krakowie (do 1984) i wicedyrektorem Wojewódzkiej Dyrekcji Dróg Miejskich w tym mieście (do 1994). Przez rok kierował spółką z o.o., następnie został dyrektorem wydziału w krakowskim urzędzie miasta. W latach 1999–2000 zajmował stanowisko dyrektora Oddziału Południowo-Wschodniego Generalnej Dyrekcji Dróg Publicznych. Od 2001 do 2002 był wiceprezesem Agencji Budowy i Eksploatacji Autostrad w Warszawie, a w latach 2002–2008 dyrektorem Oddziału Generalnej Dyrekcji Dróg Krajowych i Autostrad w Krakowie.
W lutym 2008 został podsekretarzem stanu w Ministerstwie Infrastruktury. Funkcję tę pełnił do marca 2009. W maju 2009 został prezesem spółki Polskie LNG, pełnił tę funkcję do lutego 2012.